# Halsey (ca sĩ)
Ashley Nicolette Frangipane (/ˌfrændʒɪˈpɑːni/; sinh ngày 29 tháng 9 năm 1994), thường được biết đến với nghệ danh Halsey (IPA: /ˈhɔːlzi/, /ˈhɑːlzi/), là một nữ ca sĩ và nhạc sĩ người Mỹ. Nổi tiếng từ sản phẩm âm nhạc tự phát hành trên các nền tảng mạng xã hội, cô đã ký hợp đồng với Astralwerks vào năm 2014 và phát hành EP đầu tay của cô, Room 93, vào cuối năm đó.
Halsey đã phát hành album phòng thu đầu tay, Badlands, vao năm 2015. Nó đã đạt được 2 chứng nhận Bạch kim từ Hiệp hội công nghiệp ghi âm Mỹ (RIAA) cùng với các ca khúc là "Colors" và "Gasoline". Vào năm 2016, cô góp giọng trong đĩa đơn "Closer" của The Chainsmokers, đứng đầu bảng xếp hạng của hơn 10 quốc gia. Album phòng thu thứ 2 của cô, Hopeless Fountain Kingdom (2017), gồm nhiều ca khúc "radio-friendly" hơn các album trước; các đĩa đơn của nó "Now or Never" và "Bad at Love" nằm trong Top 20 của Billboard Hot 100, với "Bad at Love" nằm trong Top 5. Album phòng thu thứ 2 của Halsey, Manic (2020), trờ thành album bán chạy nhất toàn cầu của cô, với đĩa đơn mở đầu "Without Me" trở thành đĩa đơn thành công nhất của cô với vai trò là ca sĩ chính. Album phòng thu thứ 4 của cô, If I Can't Have Love, I Want Power (2021), khác xa với các sản phẩm âm nhạc trước đó của cô với các ca khúc u tối hơn rất nhiều; được Halsey mô tả là "Album mà [cô ấy] luôn muốn làm". Được sản xuất bởi hai thành viên của Nine Inch Nails là Trent Reznor và Atticus Ross, album nhận được nhiều đánh giá tích cực.
Vào năm 2020, Billboard đã thông báo rằng Halsey đã bán được hơn 1 triệu album và đạt hơn 6 tỷ lượt  streams tại Mỹ. Cô được chú ý bởi giọng hát đặc biệt của mình. Các giải thưởng và đề cử của Halsey bao gồm bốn Giải thưởng Âm nhạc Billboard, một Giải thưởng Âm nhạc Mỹ, một Giải Truyền thông GLAAD, một Giải Video Âm nhạc của MTV, ba Giải Grammy, và được vinh danh là Nhạc sĩ của năm bởi Giải thưởng BMI Film & TV năm 2021. Halsey cũng được tạp chí Time đưa vào danh sách 100 người có ảnh hưởng nhất trên thế giới vào năm 2020. Ngoài âm nhạc, cô còn tham gia vào các hoạt động nâng cao nhận thức về phòng chống tự tử, vận động nạn nhân bị tấn công tình dục và các cuộc biểu tình đòi công bằng chủng tộc.

## Thời thơ ấu
Ashley Nicolette Frangipane sinh ra vào ngày 29 tháng 9 năm 1994, tại Edison, New Jersey. Cha mẹ cô đã bỏ học đại học sau khi mẹ cô phát hiện ra rằng bà đang mang thai cô. Mẹ cô, Nicole, giờ đang làm kỹ thuật viên y tế khẩn cấp, và cha của cô, Chris, là quản lý một đại lý xe hơi. Nicole là người Hungary gốc Ý, trong khi Chris là người Mỹ gốc Phi và có tổ tiên Ailen. Halsey có 2 em trai, Sevian và Dante. Cô chơi violin, viola và cello cho đến khi chuyển sang guitar acoustic khi cô 14 tuổi. Cô đã lớn lên khi nghe nhạc của Alanis Morissette, Justin Bieber và Brand New.
Trong suốt thời thơ ấu, gia đình của Halsey thường xuyên di chuyển vì cha mẹ cô làm nhiều công việc. Khi đến tuổi thiếu niên, cô đã đăng ký học qua 6 trường.
Halsey đã bị bắt nạt ở trường, và năm 17 tuổi, cô đã cố gắng tự tử, dẫn đến việc phải nhập viện trong gần 3 tuần. Sau đó, cô được chẩn đoán mắc chứng rối loạn lưỡng cực, thứ mà mẹ cô cũng phải vật lộn với nó. Frangipane bắt đầu sử dụng thuốc kích thích ngay sau đó, nói rằng chứng rối loạn lưỡng cực của cô đã khiến cô trở thành một "đứa trẻ không bình thường". Ngoài ra, khi cô 17 tuổi, cô có quan hệ tình cảm với một người đàn ông 24 tuổi và sống trên Halsey Street ở Brooklyn, và đó cũng là nơi mà nghệ danh của cô ra đời. Cô đã từng nói, "Đó là nơi tôi [đã] bắt đầu viết nhạc lần đầu tiên và là nơi tôi bắt đầu cảm thấy mình là một phần của một cái gì đó lớn hơn cái thị trấn hẻo lánh của tôi ở New Jersey này. Halsey giống như một biểu hiện của tất cả những phần phóng đại trong tôi, vì vậy nó giống như một bản ngã khác." Vào năm 2012, cô tốt nghiệp trường trung học Warren Hills Regional ở Washington, New Jersey.
Sau khi tốt nghiệp, cô đăng ký vào Trường thiết kế Rhode Island; tuy nhiên, cô đã rút lại do khó khăn tài chính và thay vào đó theo học trường cao đẳng cộng đồng. Cuối cùng, cô đã bỏ học cao đẳng cộng đồng và bị đuổi khỏi nhà, nói rằng, "Họ chỉ không đồng ý với nhiều điều về tôi". Ngay sau đó, cô sống trong một tầng hầm ở khu hạ Manhattan với một nhóm "những kẻ phá hoại biến chất", những người mà cô biết thông qua bạn trai khi đó của mình. Khi không sống ở đó, cô thỉnh thoảng sống ở một trong nhiều nơi trú ẩn cho người vô gia cư ở New York và cô đã cân nhắc tới việc làm mại dâm để kiếm tiền. Khi mô tả về giai đoạn này của cuộc đời mình, Halsey đã nói, "Tôi nhớ có thời điểm tôi có 9$ trong tài khoản ngân hàng, tôi đã mua 1 lốc 4 lon Red Bull và uống nó để thức liền 2 hoặc 3 ngày, bởi vì sẽ ít nguy hiểm khi không ngủ hơn là ngủ ngẫu nhiên đâu đó và có thể bị hãm hiếp hoặc bắt cóc." Thỉnh thoảng cô sẽ ở với bà ngoại của mình.

## Đời tư

### Mối quan hệ
Halsey công khai là người song tính. Trước khi theo đuổi sự nghiệp âm nhạc, cô từng hẹn hò với một người phụ nữ. Vào tháng 3 năm 2021, Halsey thông báo rằng cô sử dụng cả hai danh xưng là "she/her" và "they/them". Kể từ năm 2015 đến năm 2016, cô hẹn hò với nhà sản xuất người Na Uy Lido, người đã giúp sản xuất Badlands và được truyền cảm hứng từ Hopeless Fountain Kingdom.
Vào năm 2017, cô bắt đầu hẹn hò với nam rapper người Mỹ G-Eazy. Họ gặp nhau tại một bữa tiệc vào năm 2017 và mặc dù theo đuổi dòng nhạc khác nhau nhưng họ đã tìm thấy điểm chung cho sự hợp tác "Him & I", trong đó thảo luận về tình yêu và lối sống của họ. Cặp đôi chia tay vào tháng 7 năm 2018; mối quan hệ của họ đã rạn nứt và tiếp tục hẹn hò cho đến khi kết thúc vào tháng 9 năm đó. Halsey xác nhận trong một cuộc phỏng vấn năm 2019 với Glamour rằng đĩa đơn tháng 10 năm 2018 "Without Me" của cô được viết về mối quan hệ này.
Cô bắt đầu hẹn hò với nhạc sĩ nhạc alternative rock người Anh Yungblud vào tháng 11 năm 2018. Họ gặp nhau tại một quán bar ở Los Angeles và cuối cùng hợp tác trong bài hát "11 Minutes", dẫn đến tin đồn về một mối quan hệ lãng mạn có thể xảy ra. Halsey lần đầu tiên xác nhận rằng họ đã gặp nhau trong một cuộc phỏng vấn với Capital FM vào tháng 3 năm 2019. Họ chia tay vào tháng 9 năm 2019.
Halsey bắt đầu hẹn hò với nam diễn viên Evan Peters vào tháng 9 năm 2019. Đầu năm 2020, cô đã nhấn thích một tweet xác nhận họ đã chia tay.
Vào tháng 1 năm 2021, Halsey thông báo cô đang mang thai đứa con đầu lòng với bạn trai của cô, nhà biên kịch Alev Aydin. Vào ngày 19 tháng 7, Halsey xác nhận rằng cô đã sinh con 5 ngày trước vào ngày 14 tháng 7.

### Hình xăm
Halsey có 29 hình xăm được xác nhận, trong đó nổi bật nhất là hình móng ngựa trên vai phải. Cô đã có một hình xăm lời bài hát "Him & I" thực hiện cho G-Eazy. Cô có một hình xăm trên mặt. Cô cũng có một hình xăm khuôn mặt của Marilyn Manson ở một bên thân và một trong những lời bài hát "Loser" của Beck trên cổ.

## Danh sách album
- Badlands (2015)
- Hopeless Fountain Kingdom (2017)
- Manic (2020)
- If I Can't Have Love, I Want Power (2021)
- The Great Impersonator (2024)

## Chuyến lưu diễn
Diễn chính
- Badlands Tour (2015–2016)
- Hopeless Fountain Kingdom World Tour (2017)

Đồng diễn chính
- The American Youth Tour (2015) (với Young Rising Sons)

Diễn mở màn
- Imagine Dragons – Smoke + Mirrors Tour (2015)
- The Weeknd – The Madness Fall Tour (2015)

## Giải thưởng và đề cử
| Năm  | Giải thưởng                     | Hạng mục                       | Đối tượng đề cử                       | Kết quả      |
| ---- | ------------------------------- | ------------------------------ | ------------------------------------- | ------------ |
| 2015 | Giải thưởng Âm nhạc MTV châu Âu | Artist on the Rise             | (Chính mình)                          | Đề cử        |
| 2016 | People's Choice Awards          | Favorite Breakout Artist       | (Chính mình)                          | Đề cử        |
| 2016 | NME Awards                      | Best New Artist                | (Chính mình)                          | Đề cử        |
| 2016 | Billboard Women in Music        | Rising Star                    | (Chính mình)                          | Đoạt giải    |
| 2017 | Giải Grammy                     | Best Pop Duo/Group Performance | "Closer" (với The Chainsmokers)       | Đề cử        |
| 2017 | Giải Grammy                     | Album of the Year              | Purpose (với tư cách nghệ sĩ hợp tác) | Đề cử        |
| 2017 | iHeartRadio Music Awards        | Song of the Year               | "Closer" (với The Chainsmokers)       | Đề cử        |
| 2017 | iHeartRadio Music Awards        | Dance Song of the Year         | "Closer" (với The Chainsmokers)       | Đoạt giải    |
| 2017 | iHeartRadio Music Awards        | Best Lyrics                    | "Closer" (với The Chainsmokers)       | Đề cử        |
| 2017 | iHeartRadio Music Awards        | Best Collaboration             | "Closer" (với The Chainsmokers)       | Đề cử        |
| 2017 | Giải thưởng âm nhạc Billboard   | Top Hot 100 Song               | "Closer" (với The Chainsmokers)       | Đoạt giải    |
| 2017 | Giải thưởng âm nhạc Billboard   | Top Selling Song               | "Closer" (với The Chainsmokers)       | Đề cử        |
| 2017 | Giải thưởng âm nhạc Billboard   | Top Radio Song                 | "Closer" (với The Chainsmokers)       | Đề cử        |
| 2017 | Giải thưởng âm nhạc Billboard   | Top Streaming Song (Audio)     | "Closer" (với The Chainsmokers)       | Đề cử        |
| 2017 | Giải thưởng âm nhạc Billboard   | Top Streaming Song (Video)     | "Closer" (với The Chainsmokers)       | Đề cử        |
| 2017 | Giải thưởng âm nhạc Billboard   | Top Collaboration              | "Closer" (với The Chainsmokers)       | Đoạt giải    |
| 2017 | Giải thưởng âm nhạc Billboard   | Top Dance/Electronic Song      | "Closer" (với The Chainsmokers)       | Đoạt giải    |
| 2017 | Teen Choice Awards              | Choice Pop Song                | "Closer" (với The Chainsmokers)       | Đề cử        |
| 2017 | Teen Choice Awards              | Choice Breakout Artist         | (Chính mình)                          | Đề cử        |
| 2017 | Teen Choice Awards              | Choice Summer Female Artist    | (Chính mình)                          | Đề cử        |
| 2017 | TRL Awards                      | Best Video                     | "Closer" (với The Chainsmokers)       | Đoạt giải    |
| 2017 | Myx Music Awards                | Best International Video       | "Closer" (với The Chainsmokers)       | Đoạt giải    |
| 2017 | Giải thưởng Âm nhạc Mỹ          | Favorite Pop/Rock Song         | "Closer" (với The Chainsmokers)       | Đề cử        |
| 2017 | Giải thưởng Âm nhạc Mỹ          | Collaboration of the Year      | "Closer" (với The Chainsmokers)       | Đề cử        |
| 2018 | iHeartRadio Music Awards        | Female Artist of the Year      | (Chính mình)                          | Chưa công bố |